# Lista de presidentes da França
Esta é a lista de Presidentes da República Francesa desde 1848. Esta lista permite continuar a lista de soberanos do período do Antigo Regime.
A Primeira República Francesa não aparece nesta lista porque nenhuma das suas três governações sucessivas previa uma presidência: 
- A Convenção Nacional era um regime inteiramente parlamentarista que deveria ser provisório, sendo a Convenção Nacional uma assembléia constituinte. A Constituição Francesa de 1793 (Ano I) elaborada pela Convenção estabelecia um regime de assembleia, em que o Poder Executivo deveria ser exercido por um conselho executivo de 24 membros indicado por uma assembleia nacional unicameral. No entanto, esta constituição jamais foi aplicada na França.

- O Diretório, através da Constituição Francesa de 1795 (Ano III), adotou o sistema diretorial de governo, uma vez que o Poder Executivo não foi confiado a um único magistrado, mas sim a cinco diretores, daí o nome "Diretório" com que ficou conhecido o novo regime.

- O Consulado, através da Constituição Francesa de 1799 (Ano VIII) e da Constituição Francesa de 1802 (Ano X), baseava-se num triunvirato, com três consules exercendo o Poder Executivo.

O estatuto presidencial só chegou em 1848, quando a constituição da Segunda República foi redigida durante o governo provisório.
Os 25 presidentes da França, e o até hoje único presidente interino, são:

## Lista
| Nº                               | Presidente            | Presidente                           | Início do mandato       | Fim do mandato                       | Partido |
| -------------------------------- | --------------------- | ------------------------------------ | ----------------------- | ------------------------------------ | --- |
| Segunda República (1848-1852)    |                       |                                      |                         |                                      | |
| 1                                |                       | Luís Napoleão Bonaparte (1808-1873)  | 20 de dezembro de 1848  | 2 de dezembro de 1852                | Partido da Ordem |
| Terceira República (1870-1940)   |                       |                                      |                         |                                      | |
| 2                                |                       | Adolphe Thiers (1797-1877)           | 31 de agosto de 1871    | 24 de maio de 1873                   | Independente (Centro-direita) |
| 3                                |                       | Patrice de Mac-Mahon (1808-1893)     | 24 de maio de 1873      | 30 de janeiro de 1879                | Legitimista |
| 4                                |                       | Jules Grévy (1807-1891)              | 30 de janeiro de 1879   | 30 de janeiro de 1886                | Republicanos oportunistas |
| 4                                | 30 de janeiro de 1886 | Jules Grévy (1807-1891)              | 2 de dezembro de 1887   |                                      | Republicanos oportunistas |
| 5                                |                       | Sadi Carnot (1837-1894)              | 3 de dezembro de 1887   | 25 de junho de 1894                  | Republicanos oportunistas |
| 6                                |                       | Jean Casimir-Perier (1847-1907)      | 27 de junho de 1894     | 16 de janeiro de 1895                | Republicanos oportunistas |
| 7                                |                       | Félix Faure (1841-1899)              | 17 de janeiro de 1895   | 16 de fevereiro de 1899              | Republicanos oportunistas |
| 8                                |                       | Émile Loubet (1838-1929)             | 18 de fevereiro de 1899 | 18 de fevereiro de 1906              | Aliança Republicana Democrática (ARD) |
| 9                                |                       | Armand Fallières (1841-1931)         | 18 de fevereiro de 1906 | 18 de fevereiro de 1913              | Aliança Republicana Democrática (ARD) (1906–1911) Partido Republicano Democrático (PRD) (1911–1913)                                                           |
| 10                               |                       | Raymond Poincaré (1860-1934)         | 18 de fevereiro de 1913 | 18 de fevereiro de 1920              | Partido Republicano Democrático (PRD) (1913–1917) Aliança Republicana Democrática (ARD) (1917–1920)                                                           |
| 11                               |                       | Paul Deschanel (1855-1922)           | 18 de fevereiro de 1920 | 21 de setembro de 1920               | Aliança Republicana Democrática (ARD) Partido Republicano Democrático e Social (PRDS)                                                                         |
| 12                               |                       | Alexandre Millerand (1859-1943)      | 23 de setembro de 1920  | 13 de junho de 1924                  | Independente |
| 13                               |                       | Gaston Doumergue (1863-1937)         | 13 de junho de 1924     | 13 de junho de 1931                  | Partido Radical |
| 14                               |                       | Paul Doumer (1857-1932)              | 13 de junho de 1931     | 7 de maio de 1932                    | Independente |
| 15                               |                       | Albert Lebrun (1871-1950)            | 10 de maio de 1932      | 10 de maio de 1939                   | Aliança Democrática (AD) |
| 15                               | 10 de maio de 1939    | Albert Lebrun (1871-1950)            | 11 de julho de 1940     |                                      | Aliança Democrática (AD) |
| Quarta República (1947-1959)     |                       |                                      |                         |                                      | |
| 16                               |                       | Vincent Auriol (1884-1966)           | 16 de janeiro de 1947   | 16 de janeiro de 1954                | Secção Francesa da Internacional Operária (SFIO) |
| 17                               |                       | René Coty (1882-1962)                | 16 de janeiro de 1954   | 8 de janeiro de 1959                 | Centro Nacional de Independentes e Camponeses |
| Quinta República (1959-presente) |                       |                                      |                         |                                      | |
| 18                               |                       | Charles de Gaulle (1890-1970)        | 8 de janeiro de 1959    | 8 de janeiro de 1966                 | Independente (Gaullista) |
| 18                               | 8 de janeiro de 1966  | Charles de Gaulle (1890-1970)        | 28 de abril de 1969     |                                      | Independente (Gaullista) |
| –                                |                       | Alain Poher (Interino) (1909-1996)   | 28 de abril de 1969     | 20 de junho de 1969                  | Centro Democrático (CD) |
| 19                               |                       | Georges Pompidou (1911-1974)         | 20 de junho de 1969     | 2 de abril de 1974                   | União dos Democratas pela República (UDR) |
| –                                |                       | Alain Poher (Interino) (1909-1996)   | 2 de abril de 1974      | 27 de maio de 1974                   | Centro Democrático (CD) |
| 20                               |                       | Valéry Giscard d'Estaing (1926-2020) | 27 de maio de 1974      | 21 de maio de 1981                   | Federação Nacional de los Republicanos Independentes (FNRI) (1974–1977) Partido Republicano (PR) (1977–1981) União pela Democracia Francesa (UDF) (1978–1981) |
| 21                               |                       | François Mitterrand (1916-1996)      | 21 de maio de 1981      | 21 de maio de 1988                   | Partido Socialista (PS) |
| 21                               | 21 de maio de 1988    | François Mitterrand (1916-1996)      | 17 de maio de 1995      |                                      | Partido Socialista (PS) |
| 22                               |                       | Jacques Chirac (1932-2019)           | 17 de maio de 1995      | 17 de maio de 2002                   | Reagrupamento para a República (RPR) |
| 22                               | 17 de maio de 2002    | Jacques Chirac (1932-2019)           | 16 de maio de 2007      | União por um Movimento Popular (UMP) | |
| 23                               |                       | Nicolas Sarkozy (1955- )             | 16 de maio de 2007      | União por um Movimento Popular (UMP) | 15 de maio de 2012 |
| 24                               |                       | François Hollande (1954- )           | 15 de maio de 2012      | 14 de maio de 2017                   | Partido Socialista (PS) |
| 25                               |                       | Emmanuel Macron (1977- )             | 14 de maio de 2017      | 6 de maio de 2022                    | Renascimento (RE) |
| 25                               | 7 de maio de 2022     | Emmanuel Macron (1977- )             | Incumbente              |                                      | Renascimento (RE) |

Nota: em itálico o presidente interino (Alain Poher, Presidente do Senado, foi Presidente interino, de acordo com a constituição, a seguir à resignação de de Gaulle (1969) e a seguir à morte de Georges Pompidou, em 1974).
Segundo a Constituição da V República Francesa, o Presidente do Senado em função pode assegurar durante alguns meses as funções de Presidente da República em caso de vaga de poder (morte, impossibilidade de exercício, demissão ou procedimento constitucional de deposição por alta traição), durante o intervalo para organizar uma nova eleição presidencial.

## Período 1940-1947
A zona norte da França encontrava-se ocupada pela administração militar alemã e, por isso, estava desprovida de um Chefe de Estado. Contudo, o líder nazista Adolf Hitler proclamou-se como tal nas regiões de Alsácia e Lorena, que haviam sido anexadas pela Alemanha nazista. O chefe de Estado na porção meridional francesa não era Presidente, tal como não o era o chefe da França Livre, no exílio. Assim, entre 1940 e 1947, a França não apresentou, factualmente, um Presidente; durante este período existiram:
- República de Vichy com Philippe Pétain, 1940 - 1944 como "Chefe de Estado";
- França Livre com Charles de Gaulle, 1940 - 1944 como "Chefe da França Livre";
- Comité Français de la Libération Nationale 1943 - 1944 liderado sucessivamente por Henri Giraud entre junho e agosto de 1943 e Charles de Gaulle entre agosto de 1943 e junho de 1944;
- Governo Provisório da República liderado sucessivamente por Charles de Gaulle, entre junho de 1944 e janeiro de 1946, Félix Gouin (janeiro a junho de 1946), Georges Bidault (junho a novembro de 1946) e Léon Blum entre dezembro de 1946 e janeiro de 1947.

| Nome                                      | Vida                                      | Mandato                      |
| ----------------------------------------- | ----------------------------------------- | ---------------------------- |
| Estado francês                            | Estado francês                            | 1940 - 1944                  |
| Philippe Pétain                           | 1856 - 1951                               | Julho 1940 - Agosto 1944     |
| França livre                              | França livre                              | 1940 - 1943                  |
| Charles de Gaulle                         | 1890 - 1970                               | Junho 1940 - Junho 1943      |
| Comité francês de Libertação nacional     | Comité francês de Libertação nacional     | 1943 - 1944                  |
| Henri Giraud e                            | 1879 - 1949                               | Junho 1943 - Agosto 1943     |
| Charles de Gaulle                         | 1890 - 1970                               | Junho 1943 - Junho 1944      |
| Governo Provisório da República da França | Governo Provisório da República da França | 1944 - 1946                  |
| Charles de Gaulle                         | 1890 - 1970                               | Junho 1944 - Janeiro 1946    |
| Félix Gouin                               | 1884 - 1977                               | Janeiro 1946 - Junho 1946    |
| Georges Bidault                           | 1899 - 1983                               | Junho 1946 - Novembro 1946   |
| Léon Blum                                 | 1872 - 1950                               | Dezembro 1946 - Janeiro 1947 |